# Thamnophilus unicolor
El batará unicolor o choca unicolor (Thamnophilus unicolor), es una especie de ave paseriforme de la familia Thamnophilidae perteneciente al numeroso género Thamnophilus. Es nativo del noroeste de América del Sur. 

## Distribución y hábitat
Se distribuye de forma disjunta, en las laderas andinas de Colombia, Ecuador, hasta el centro de Perú. Ver más detalles en Subespecies.
Esta especie es poco común en el sotobosque de selvas montanas, principalmente ente los 700 y los 2200 m de altitud.

## Sistemática

### Descripción original
La especie T. unicolor fue descrita originalmente por el zoólogo británico Philip Lutley Sclater en 1859, bajo el nombre científico «Dysithamnus unicolor». La localidad tipo fue «Pallatanga, Chimborazo, Ecuador.»

### Etimología
El nombre genérico «Thamnophilus» deriva del griego «thamnos»: arbusto y «philos»: amante; «amante de arbustos»; y el nombre de la especie «unicolor», del latín: liso, uniforme, de un único color.

### Taxonomía
Es pariente próxima a Thamnophilus caerulescens, estas dos especies, junto a T. aethiops y T. aroyae, forman un clado bien fundamentado; antes era considerada próxima a T. amazonicus, pero tal relación parece ahora sin fundamento. Las subespecies precisan ser reexaminadas, grandior puede intergradar con la nominal en el suroeste de Colombia.

### Subespecies
Según la clasificación del Congreso Ornitológico Internacional (IOC) (Versión 7.2, 2017) y Clements Checklist v.2016, se reconocen 4 subespecies, con su correspondiente distribución geográfica:
- Thamnophilus unicolor grandior Hellmayr, 1924 - Colombia (localmente en todas las pendientes andinas) y pendiente oriental en Ecuador y norte de Perú (hacia el sur hasta el norte de San Martín).
- Thamnophilus unicolor unicolor (Sclater, 1859) - pendiente del Pacífico en Ecuador.
- Thamnophilus unicolor caudatus Carriker, 1933 - pendiente oriental de los Andes del centro de Perú (desde el sur de San Martín hacia el sur, localmente hasta Cuzco).